# Julius Cohnheim
Julius Friedrich Cohnheim (20 de juliol de 1839, Demmin, Pomerània- 15 d'agost de 1884, Leipzig) va ser un patòleg jueu alemany.

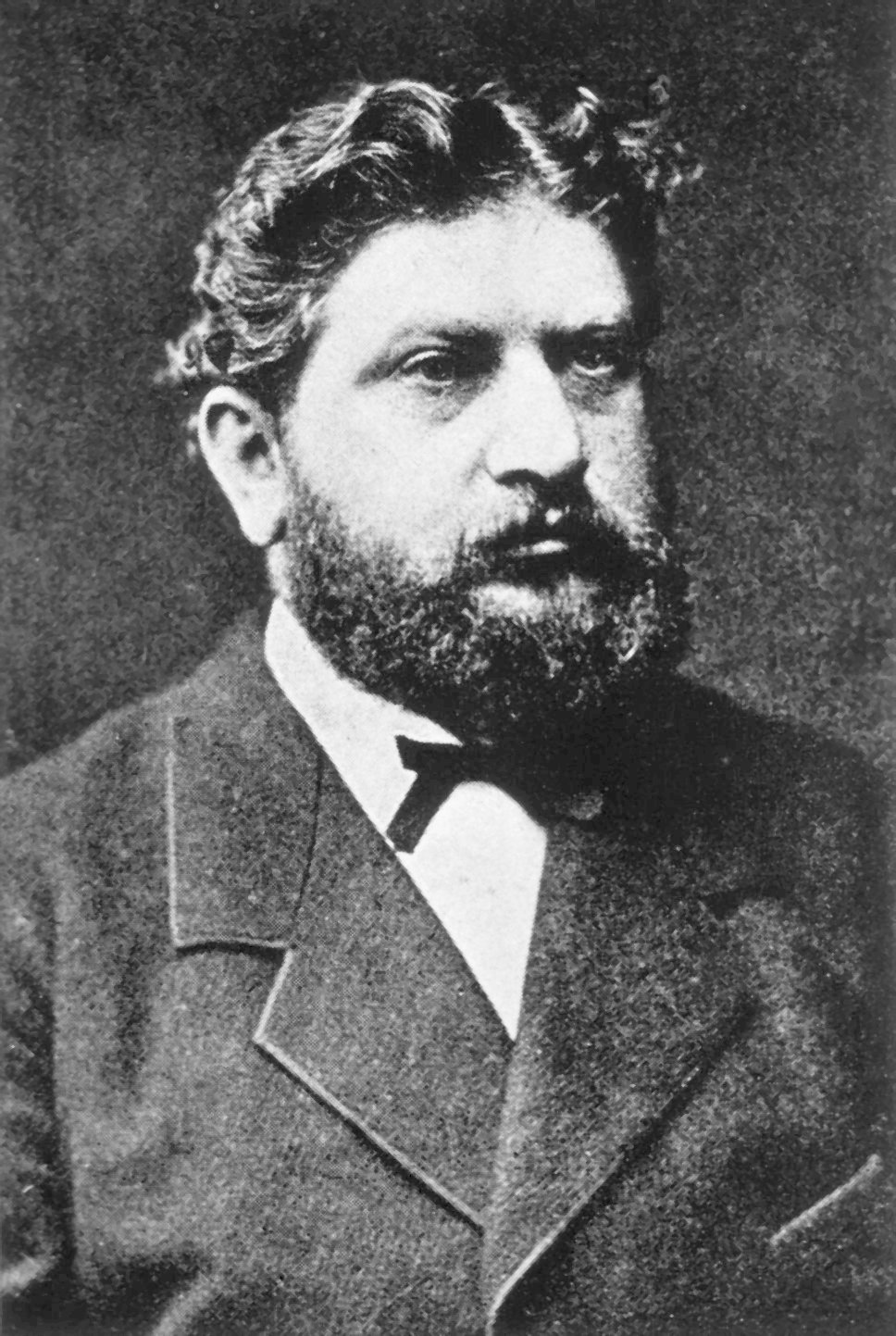
Julius Friedrich Cohnheim

## Biografia
Cohnheim va néixer a Demmin, Pomerània. Va estudiar a les universitats de Würzburg, Marburg, Greifswald, i Berlín, rebent el grau de doctor a la Universitat de Berlín el 1861. Després d'un postgrau a Praga, retornava a Berlín el 1862, on practicava fins a 1864, quan va prestar servei com a cirurgià en la guerra contra Dinamarca. A la tardor del mateix any es convertia en ajudant a l'institut patològic d'Universitat de Berlín amb Virchow, romanent allà fins al 1868. Durant aquest temps publicava uns quants articles sobre química fisiològica i histologia, però finalment es va decantar cap a l'anatomia patològica. El 1867 apareixia l'assaig ""Archiv für Pathologische Anatomie und Physiologie und für Klinische Medizin", que reforçava la seva reputació com a patòleg. Aquí demostrava que l'emigració dels glòbuls de sang blancs és l'origen de pus, una declaració que suposava una gran revolució en la patologia. El 1868 Cohnheim és nomenat professor d'anatomia patològica i patologia general a la Universitat de Kiel; i quatre anys més tard (1872) se n'anava a la Universitat de Breslau per ocupar un lloc similar. El seu treball allà es va interrompre l'hivern de 1873-74 per malaltia. El 1876 acceptava una invitació per convertir-se en professor de patologia a la Universitat de Leipzig, lloc que va ocupar fins a la seva mort.
Cohnheim va ser el primer a utilitzar l'ara mètode universal de congelar objectes patològics frescos per a examen; també va ser el primer a demostrar l'estructura de les fibres musculars estriades a "Cohnheim's areas"; va ser el pioner de la teoria d'inflamació, que universalment s'accepta ara, i explicà la diapedesi leucocitària (1867), l'origen dels tumors a conseqüència de malformacions embrionàries; i les seves investigacions en el camp de circulació patològica i les causes d'embòlia marquen una nova etapa en els mètodes de tractament mèdic.
A banda de la seva activitat literària i experimental, Cohnheim era popular i reeixit com a professor.
Va morir a Leipzig el 1884.

## Treballs seleccionats
- "Ueber die Entzündung Seröser Häute," in Virchow's "Archiv für Pathologische Anatomie und Physiologie und für Klinische Medizin," xxvii.;
- "Zur Kenntniss der Zuckerbildenden Fermente," ib. xxviii.; "Ein Fall von Abscessen in Amyloid Entarteten Organen," ib. xxxiii.; "Ueber die Endigung der Muskelnerven," ib. xxxiv., and in the "Centralblatt der Medizinischen Wissenschaften," 1863; "Ueber den Feineren Bau der Quergestreiften Muskelfasern," ib. xxxiv. (demonstració del "Cohnheimsche Muskelfelder" by freezing fresh muscles); "Zur Pathologischen Anatomic der Trichinen-Krankheiten," ib. xxxvi.; "Ueber die Endigung der Sensiblen Nerven in der Hornhaut," ib. xxxviii. (demonstració de la terminació nerviosa a la còrnia); "Ueber Entzündung und Eiterung," ib. xli.; "Ueber Venöse Stauung," ib. xli.; amb Bernhard Fränkel, "Experimentelle Untersuchungen über die Uebertragbarkeit der Tuberkulose auf Thiere," ib. xlv.; "Untersuchungen über die Embolischen Processe," Berlin, 1872; "Neue Untersuchungen über die Entzündung," ib. 1873; "Vorlesungen über Allgemeine Pathologie," ib. 1877-80, 2d ed. 1882; "Die Tuberkulose vom Standpunkt der Infectionslehre," Leipsic, 2d ed., 1881.

1881. Els seus treballs recollits a "Gesammelte Abhandlungen", Berlín, 1885 van ser editats per E. Wagner, amb una biografia per Kühne.